# Stéphane Richer
Stéphane Joseph Jean-Jacques Richer, född 7 juni 1966, är en kanadensisk före detta professionell ishockeyspelare som tillbringade 16 säsonger i den nordamerikanska ishockeyligan National Hockey League (NHL), där han spelade för ishockeyorganisationerna Montreal Canadiens, New Jersey Devils, Tampa Bay Lightning, St. Louis Blues och Pittsburgh Penguins. Han producerade 819 poäng (421 mål och 398 assists) samt drog på sig 614 utvisningsminuter på 1 054 grundspelsmatcher. Han spelade också på lägre nivåer för Sherbrooke Canadiens i AHL, Detroit Vipers i IHL och Bisons de Granby och Saguenéens de Chicoutimi i LHJMQ.
Richer draftades i andra rundan i 1984 års draft av Montreal Canadiens som 29:e spelaren totalt.
Han är tvåfaldig Stanley Cup-mästare som vann med både Montreal Canadiens (1985-1986) och New Jersey Devils (1994-1995).
Richer har lidit av depression sedan barndomen och försökte begå självmord fyra dagar efter att han vann Stanley Cup 1995.